# Петропавлівка (Джидинський район)
Петропавлівка (рос. Петропавловка) — село, адміністративний центр Джидинського району, Бурятії Росії. Входить до складу Сільського поселення Петропавлівське.
Населення — 7377 осіб (2015 рік).